# 1427
1427 је била проста година.

## Догађаји
- Османска инвазија на Србију (1427) Војска Османског царства напада Српску деспотовину. Успевају да поробе југо-источне делове Србије.

## Смрти
- Википедија:Непознат датум — Деспот Стефан Лазаревић умро је у засеоку садашњег села Марковац, Црквине, а не у Стојнику. До ове историјске забуне долази због тога што је заселак Црквине и цео тај Марковачки крај (Марковац код Младеновца, а не онај код Велике Плане) припадао Стојничкој нахији. Доказ за ово постоји у виду великог натписа (још увек читљивог) на каменом обележју (венчачки мермер) у порти цркве у Црквинама.